# Fujimino
Fujimino (ふじみ野市 Fujimino-shi?) este un municipiu din Japonia, prefectura Saitama.

Municipiul a fost creat la 1 octombrie 2005, în rezultatul comasării municipiului Kamifukuoka cu orașul Ōi din districtul Iruma.